# Habitatge al carrer Sant Llogari, 65 (Castellterçol)
L'Habitatge al carrer Sant Llogari, 65 és una obra gòtica de Castellterçol (Moianès) inclosa a l'Inventari del Patrimoni Arquitectònic de Catalunya.

## Descripció
En aquesta casa, situada en nucli antic de Castellterçol, es troba una finestra de tradició gòtica d'arc de mig punt emmarcada dintre d'un rectangle amb un guardapols a la part superior. Està tot decorat amb traceria de pedra. Encara que aquesta finestra la trobem en un conjunt d'edificacions on hi ha nombrosos elements elaborats recentment, intentant reproduir elements d'altres èpoques, no hi ha dubte sobre l'autenticitat de la mateixa.